# Zanclopus antarcticus
Zanclopus antarcticus — вид щелепоногих ракоподібних ряду Cyclopoida. Зустрічається у водах Антарктики. Паразитує у напівхордових виду Cephalodiscus densus (Andersson, 1907).